# Izvorani, Argeș
Izvorani este un sat ce aparține orașului Ștefănești din județul Argeș, Muntenia, România.

## Geografie

### Localizare și Relief
Izvorani este poziționat geografic în cadrul limitelor administrative ale orașului Ștefănești, o localitate situată în partea central-sudică a județul Argeș, la est de Pitești, reședința de județ. Contextul topografic al Izvoraniului, este definit de amplasarea sa la contactul dintre Piemontul Cândești și Câmpia Piteștiului. Satul în sine se află în lunca râului și pe terasele de pe malul stâng al văii râul Argeș, cu altitudini variind între 252 și 400 de metri. Relieful general al bazinului hidrografic Argeș-Vedea, care cuprinde această zonă, prezintă un peisaj diversificat, trecând de la zona montană a Carpații Meridionali (cu masivele Făgăraș și Bucegi/Leaota, incluzând Vârful Moldoveanu la 2544 m) în nord, prin dealuri subcarpatice și piemonturi (cu altitudini între 1200 m în nord și 600 m în sud), și culminând cu câmpii extinse în partea sudică (precum Câmpia Înaltă a Dâmboviței și Ialomiței, Câmpia Găvanu-Burdea, Câmpia Burnazului și Lunca Dunării).

### Hidrografie
O caracteristică hidrologică importantă care influențează Izvorani este Valea Izvorani, un afluent al râul Argeș. Cursul său în lunca râului a fost regularizat. Această vale se caracterizează printr-un regim de scurgere torențial pronunțat, ceea ce înseamnă că volumul său de apă depinde aproape exclusiv de precipitații. În consecință, valea este predispusă la viitură frecvente și semnificative, în special în timpul primăvara și la începutul vara, cu o incidență mult mai redusă toamna și iarna. Rețeaua hidrografică mai amplă Argeș-Vedea se întinde pe o suprafață de peste 21.543 de kilometri pătrați, cu subbazinul Argeș având singur 178 de afluenți codificați.
Descrierea explicită a „regimului de scurgere torențial pronunțat” și a apariției „apelor mari de viitură” reprezintă detalii geografice esențiale care depășesc simpla topografie. Aceste caracteristici indică o provocare de mediu semnificativă și recurentă pentru comunitatea locală. Menționarea unei „lunci regularizate” sugerează implicit că intervențiile umane, probabil sub forma unor lucrări de inginerie hidraulică, au fost necesare pentru a gestiona aceste scurgeri torențiale și a atenua riscurile de inundație. Această interacțiune continuă dintre mediul natural și așezarea umană influențează direct utilizarea terenului, planificare urbană și, potențial, sustenabilitatea anumitor activități economice în cadrul văii, evidențiind o nevoie continuă de strategii de adaptare.

## Obiective turistice
- Vila Donescu din Izvorani
- Biserica Sfântul Nicolae din Izvorani
- Casa Ion Pillat din Izvorani

1. ↑  https://romaniadategeografice.net/unitati-admin-teritoriale/orase/orase-s-2/stefanesti
2. ↑  https://arges-vedea.rowater.ro/wp-content/uploads/2024/07/Sinteza-Calitatii-Apelor-pentru-anul-2023.pdf
3. ↑  https://stefanesti-arges.ro/wp-content/uploads/2023/07/MEMORIU-GENERAL-ACTUALIZARE-PUG-Stefanesti.pdf